# Solanum defensum
Solanum defensum är en potatisväxtart som beskrevs av Ferdinand von Mueller. Solanum defensum ingår i släktet skattor som ingår i familjen potatisväxter. Inga underarter finns listade i Catalogue of Life.